# Cimitirul Rulikowski
Cimitirul Rulikowski  este un cimitir din Oradea, mai exact în sudul Cartierului Universității (vezi harta alăturată). 

## Istoric
Cimitirul a fost deschis oficial în 1870, atunci când osemintele martirului polonez al Revoluției de la 1848, Cazimir Rulikowski, aflate până atunci într-un mormânt nemarcat, au fost aduse în cimitirul care îi poartă numele. Acesta este situat lângă intrarea principală. 
Există, de asemenea, 1700 de morminte în cimitir, deoarece multe dintre mormintele vechi au fost mutate aici atunci când cimitirul orașului, cunoscut sub numele de Cimitirul Grădina Verde, a fost închis. Secțiunea din stânga drumului principal este în uz din 1899. Tot din 1899, cimitirul evreiesc neolog se află în partea dreaptă a Cimitirului Rulikowski, dincolo de parcelele creștine.

## Capele celebre
Există mai multe capele în Cimitirul Rulikowski:
- Capela Hașaș a fost construită de Alexandru Hașaș în 1938 pentru soția sa decedată. Astăzi, credincioșii ortodocși îl folosesc ca paraclis al cimitirului. Designerul său este György Molnár, arhitect, iar arhitectul său este István Pintér, arhitect.
- Capela romano-catolică Steinberger a fost construită în 1908 de către Ferenc Starill, la ordinul abatelui franciscan Steinberger, care a murit în 1905. Capela poate fi folosită acum de oricine.

Paraclisul Frențiu a fost construit în 1938 de episcopul greco-catolic Valeriu Traian Frențiu; după 1989, cimitirul a fost folosit de greco-catolici ca paraclis al cimitirului. A fost proiectat de Antal Szallerbeck și de János Papp.
- Capela orașului a fost construită inițial în 1936 ca crematoriu, dar este folosită acum ca paraclis.

În urma deciziei municipalității Oradea din 2009, cimitirele neglijate din Olosig și Podgoria au fost desființate.  Dintre rămășițele celor 255 exhumate, 53 erau rude, care și-au primit mormintele în cimitirul Rulikowski; 202 au rămas în 2014 în același loc și au fost îngropate într-o groapă comună, peste care a fost ridicat un memorial, cu numele decedaților pe ea. 

## Celebrități înmormântate aici
- Sándor Bölöni jurnalist, traducător și organizator literar
- Tamás Emőd, poet
- Imre Fábián, scriitor și poet
- F. Diószilágyi Ibolya, profesor, scriitor
- Imre Horváth, poet
- Irén Implon, jurnalist și redactor
- Otto Indig, istoric literar
- Miklós Jakobovits, pictor
- Mottl Román, pictor
- Béla Ötvös scriitor, ziarist, editor
- Cazimir Rulikowski, martir din 1848
- István Sulyok, episcop reformat
- Géza Tabéry, scriitor
- Iosif Vulcan, scriitor, redactor (înmormântat aici din nou când s-a desființat cimitirul Olosig)[3].

## Galerie foto

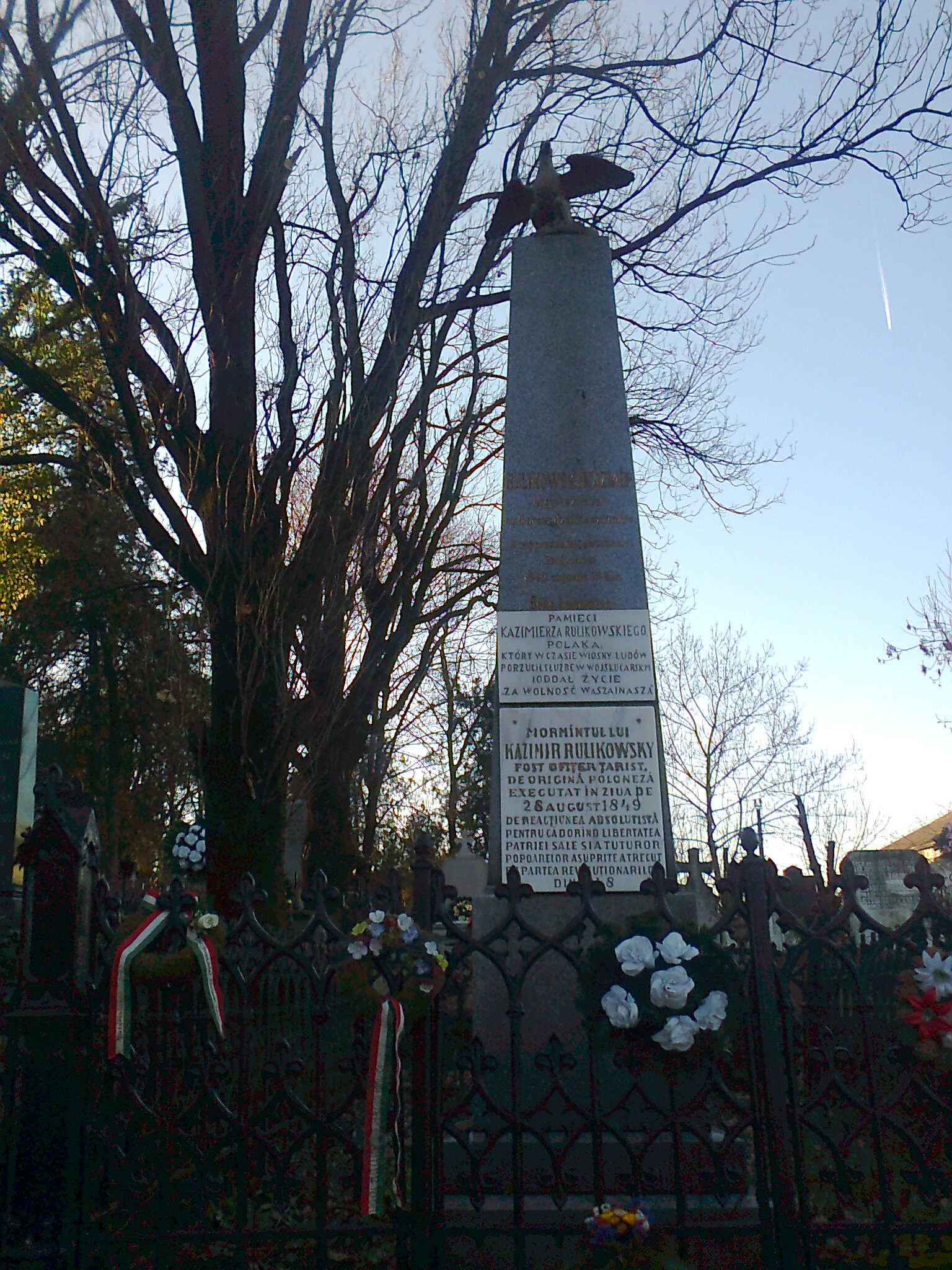
Mormântul lui Casimir Rulikowski
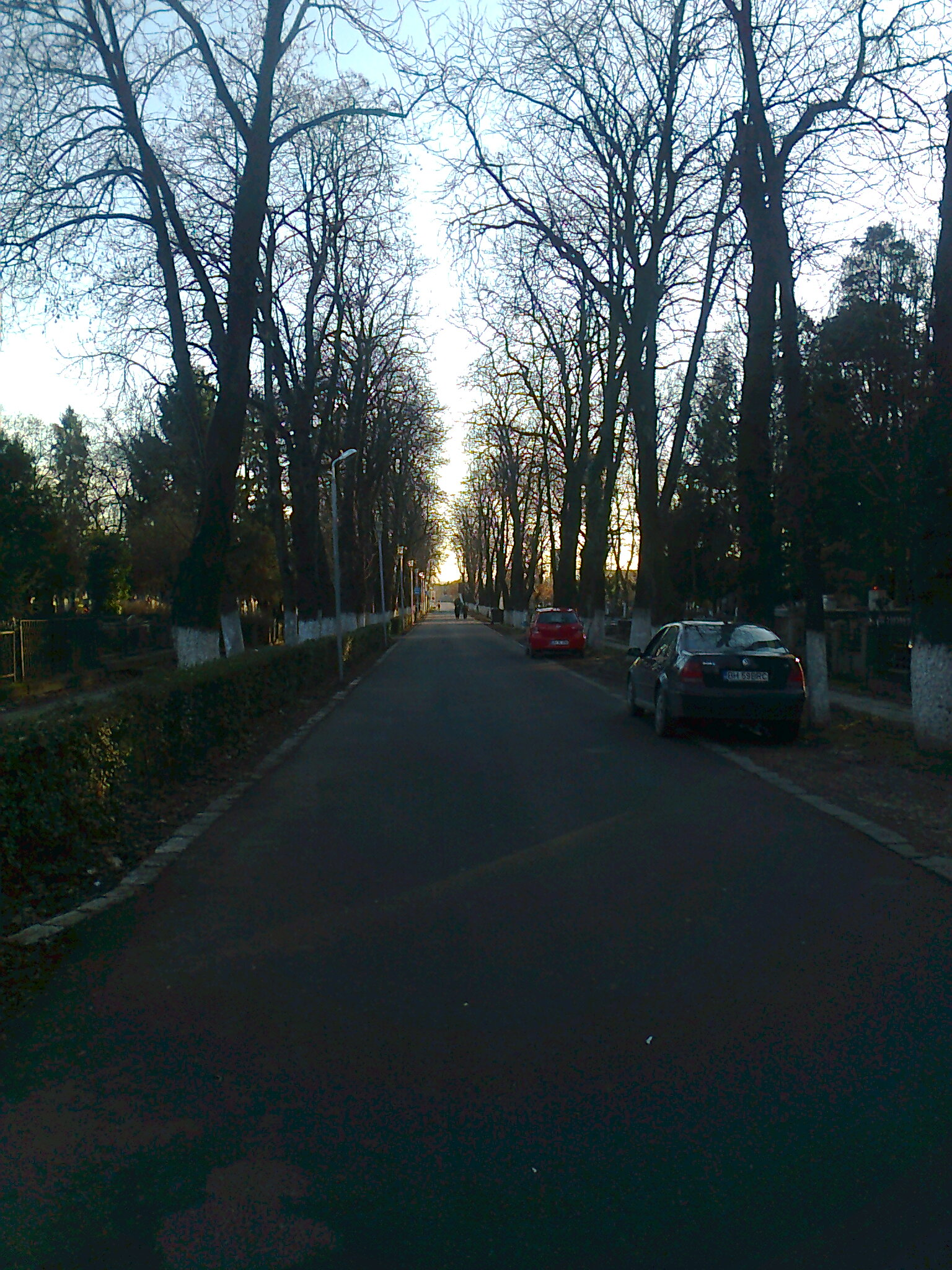
Vedere la cimitir
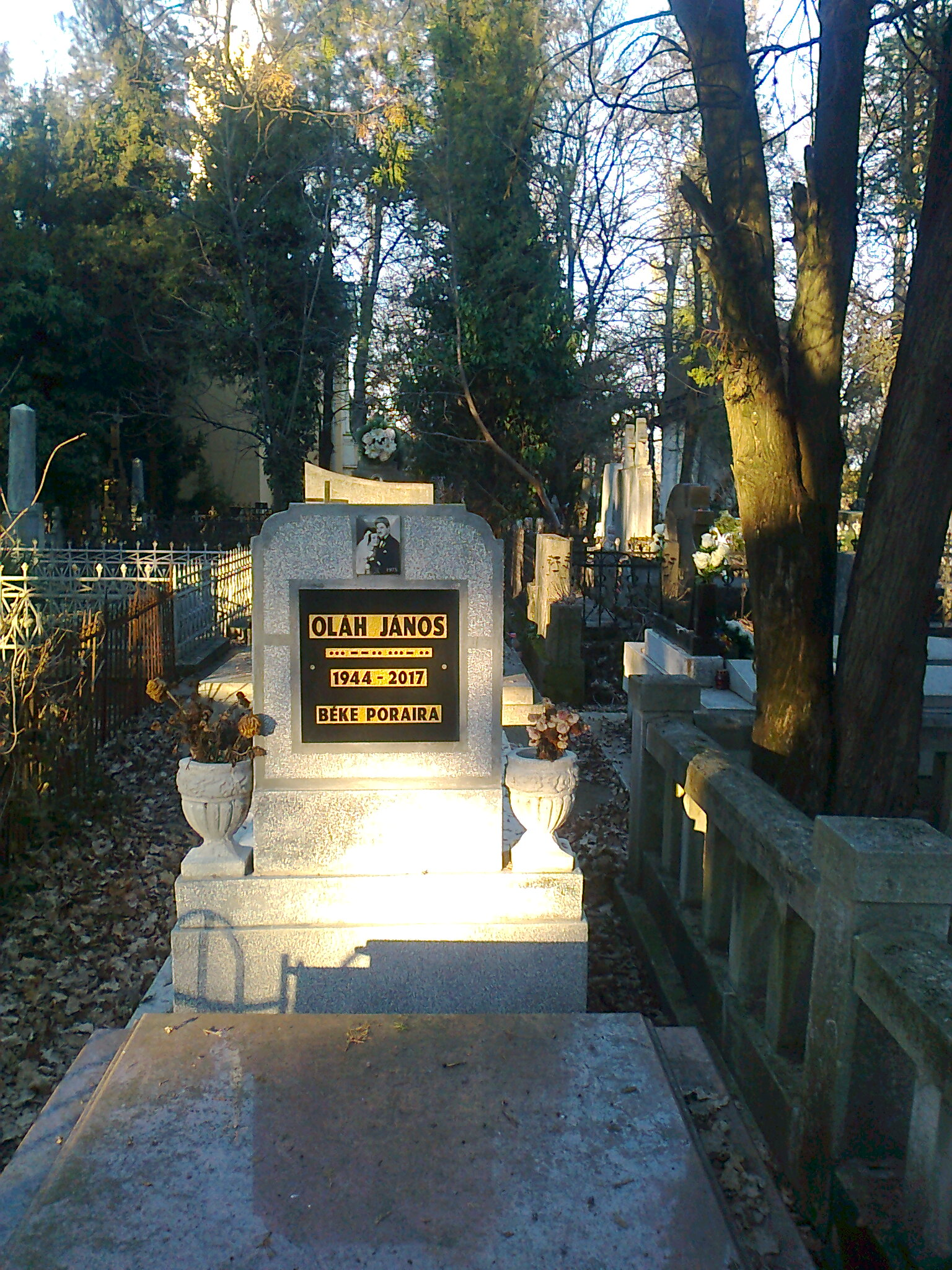
Mormântul lui János Oláh în 1956
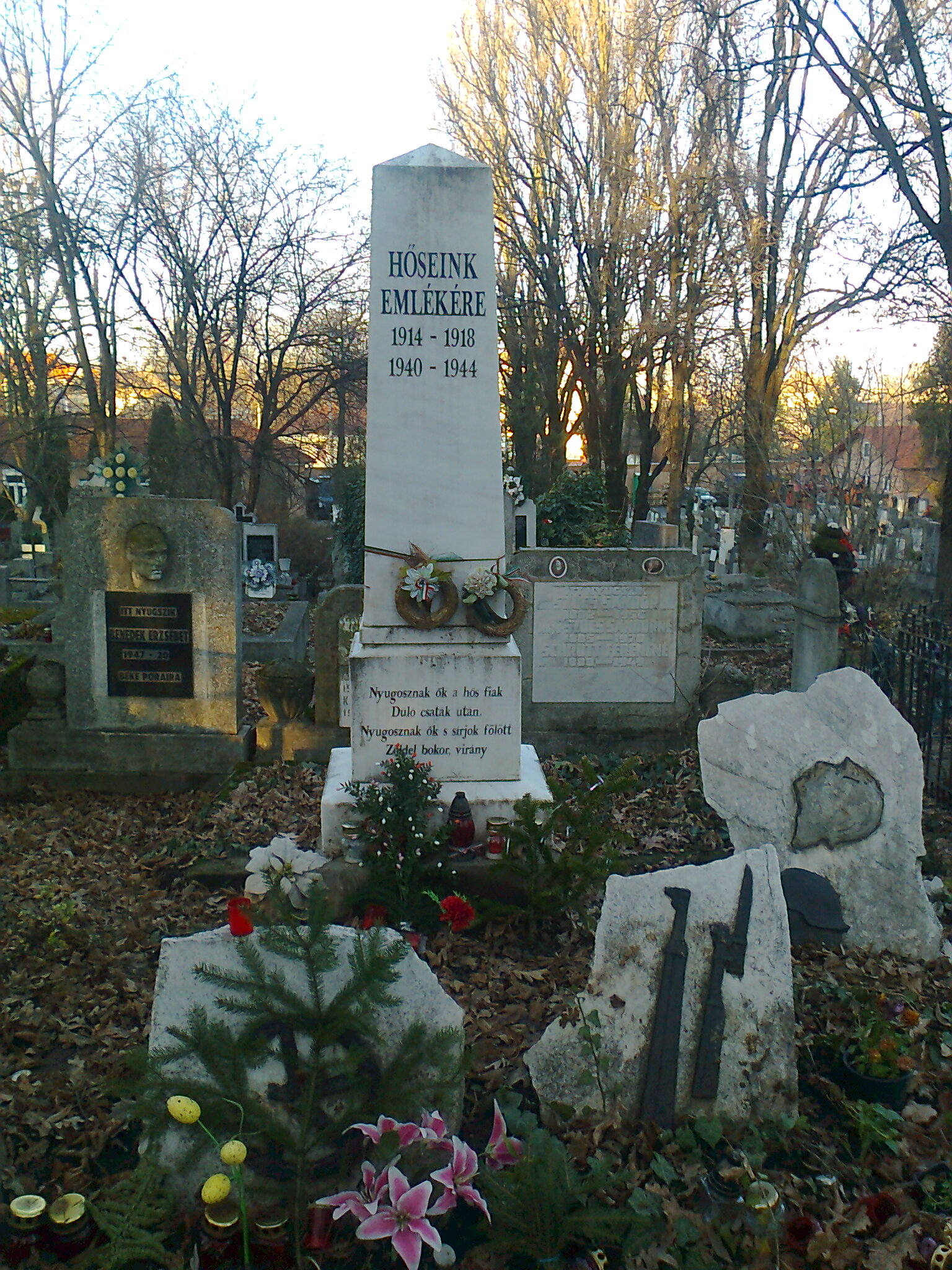
Memorial al Primului Război Mondial și al celui de Al Doilea Război Mondial
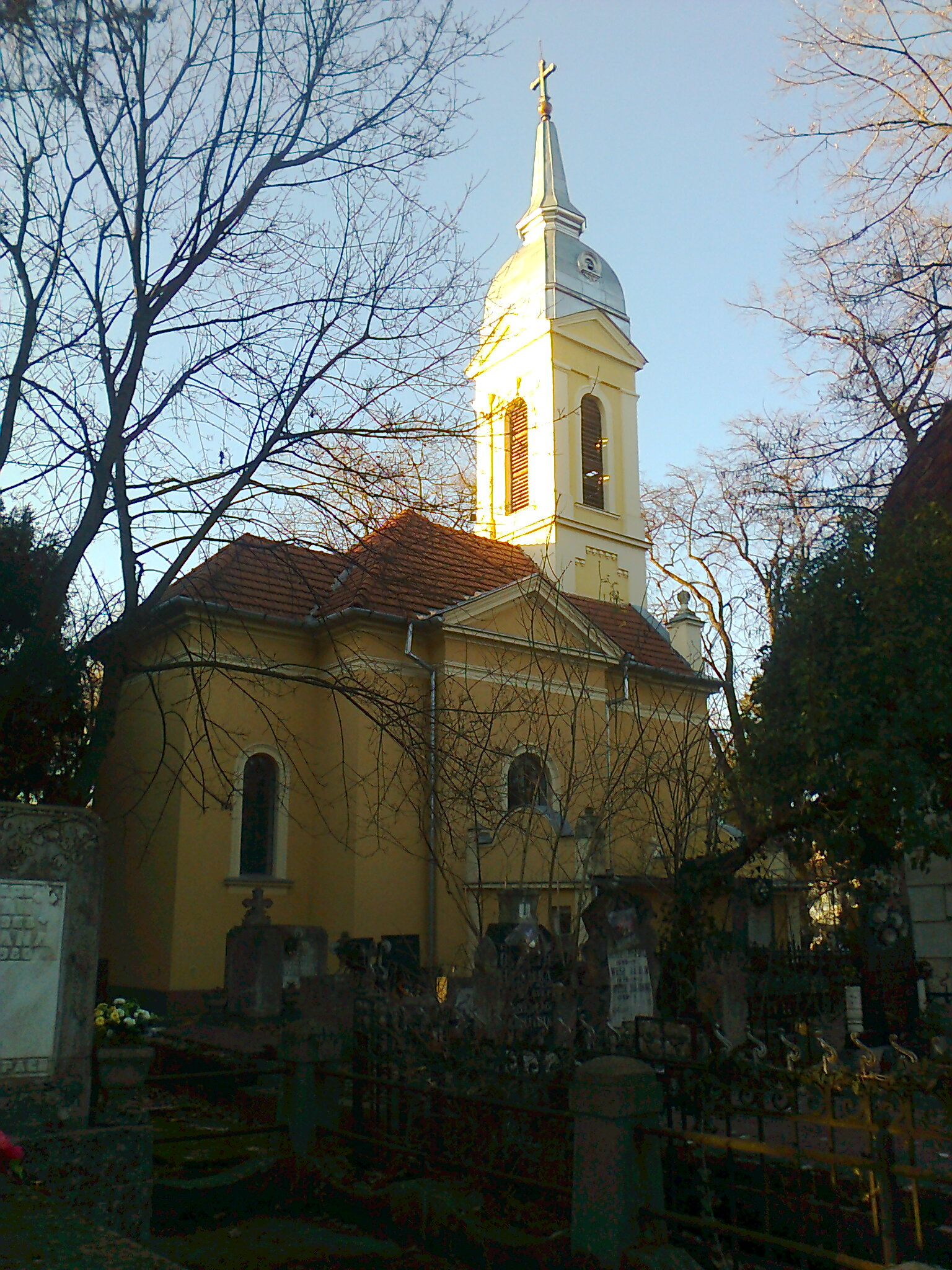
Capela catolică Steinberger